# Варгас, Хесус
Хесус Варгас (исп. Jesus Vargas) (???, Мексика) — мексиканский актёр театра и кино.

## Биография
Родился в Мексике. Дебютировал в 1989 году, дебютировал ярко, снявшись в роли кровавого гангстера с простреленным глазом Чамуко по кличке «Чёрт» в культовом телесериале Моя вторая мама, который доигрывал роль ушедшего со съёмочной площадки актёра Агустина Лопеса Савала по состоянию здоровья и с тех пор снялся в 10 работах в кино и телесериалах. Также известен и в театральном направлении, снявшись в ряде театральных постановок, также он имеет навыки строительства.

## Фильмография

### Избранные телесериалы
- 1989 — «Моя вторая мама» — Чамуко по кличке «Чёрт»#2.
- 1989-90 — «Просто Мария» — частный детектив.
- 1992 — «Дедушка и я» — адвокат Фонсека.

### Избранные фильмы
- 1992 — «Победитель» — продавец овощей на рынке.